# Thérèse Josien-Poulain
Thérèse Josien-Poulain née le 13 juin 1929 à Clichy (Seine) et morte le 15 août 2022 à Avallon (Yonne), est une préhistorienne française.

## Biographie
Dès les années 1950, elle participe au développement d’un domaine scientifique jusque-là inédit pour la préhistoire française : l’archéozoologie. Elles se consacre donc à l’étude de l’ensemble des ossements d’animaux retrouvés lors des fouilles, afin d’accéder notamment aux comportements de subsistance vis-à-vis des ressources sauvages et domestiques.

En 1957, elle épouse Pierre Poulain, responsable des collections du musée d’Avallon, et l'y suit à 200 km de son laboratoire. Elle n'aura de cesse que de transformer son domicile en laboratoire domestique, y installant une bibliothèque, une collection inédite d’ossements de référence ainsi que de multiples zones de stockage et plusieurs espaces de travail.

En 1964, Thérèse Josien-Poulain soutient une thèse sur la domestication des animaux, sur les périodes préhistoriques et historiques. Elle étudia ainsi les différentes formes d’élevage sur près de 10 000 ans et obtint, en 1967, un poste de chargée de recherche au CNRS.

## Publications
De 1955 à 2002, elle a publié plus de 70 articles, principalement sur les vestiges osseux, de sépultures, de grottes et de dépotoirs.